# Live in Hamburg (album, Scooter)
Live in Hamburg je čtvrté koncertní album německé skupiny Scooter. Bylo vydáno roku 2010. Album bylo natočeno při největším koncertu skupiny v O2 World aréně v Hamburku v rámci turné ke kompilaci "Under the Radar Over the Top". Koncert vyšel také na DVD.

## CD verze
1. "Intro / J'adore Hardcore" – 5:57
2. "Posse (I Need You on the Floor)" – 4:46
3. "The Sound Above My Hair" – 3:58
4. "Stuck on Replay" – 5:47
5. "Jumping All Over the World" – 4:42
6. "The Question Is What Is the Question?" – 4:06
7. "Second Skin" – 6:01
8. "Weekend!" – 3:47
9. "Bit a Bad Boy" – 4:19
10. "One (Always Hardcore)" – 4:34
11. "Ti Sento" – 4:03
12. "Jump That Rock (Whatever You Want)" – 4:10
13. "Nessaja" – 4:40
14. "How Much Is the Fish?" – 4:35
15. "Maria (I Like It Loud)" – 6:17
16. "Endless Summer / Hyper Hyper / Move Your Ass!" – 6:05

## DVD verze
1. "Intro / J'adore Hardcore" – 5:57
2. "Posse (I Need You on the Floor)" – 4:46
3. "The Sound Above My Hair" – 3:58
4. "Stuck on Replay" – 5:47
5. "Jumping All Over the World" – 4:42
6. "The Question Is What Is the Question?" – 4:06
7. "Second Skin" – 6:01
8. "Clic Clac / Scarborough Reloaded" – 5:57
9. "Fire" – 4:06
10. "Fuck the Millenium / Call Me Manana" – 5:26
11. "Weekend!" – 3:47
12. "Bit a Bad Boy" – 4:19
13. "One (Always Hardcore)" – 4:34
14. "Ti Sento" – 4:03
15. "Jump That Rock (Whatever You Want)" – 4:10
16. "Nessaja" – 4:40
17. "How Much Is the Fish?" – 4:35
18. "Maria (I Like It Loud)" – 6:17
19. "Endless Summer / Hyper Hyper / Move Your Ass!" – 6:05